# Kışlaköy, Şarkışla
Kışlaköy là một xã thuộc huyện Şarkışla, tỉnh Sivas, Thổ Nhĩ Kỳ. Dân số thời điểm năm 2011 là 3 người.